# Giovani Edgar Arana
Giovani Edgar Arana (* 23. Mai 1974 in La Paz) ist ein bolivianischer Geistlicher und römisch-katholischer Bischof von El Alto.

## Leben
Giovani Edgar Arana studierte Philosophie und Katholische Theologie am Priesterseminar San Jerónimo in La Paz. Am 8. Dezember 2004 empfing er das Sakrament der Priesterweihe für das Erzbistum La Paz.
Arana war zunächst als Pfarrvikar der Pfarrei Familia de Nazareth in La Paz (2005–2006) und als Ausbilder am Priesterseminar San Jerónimo (2007–2008) tätig. 2009 schloss er an der Päpstlichen Universität Gregoriana in Rom einen Kurs für Ausbilder an Priesterseminaren mit einem Diplom ab. Nach der Rückkehr in seine Heimat wirkte Arana von 2010 bis 2015 als Pfarradministrator der Pfarrei Nuestra Señora de la Candelaria in La Paz. Daneben leitete er von 2010 bis 2013 die Schönstattbewegung im Erzbistum La Paz und fungierte von 2013 bis 2015 bei der Bolivianischen Bischofskonferenz als Untersekretär für die Pastoral. Ab 2014 war Arana Subregens und ab 2016 schließlich Regens des Priesterseminars San Jerónimo in La Paz.
Am 27. März 2018 ernannte ihn Papst Franziskus zum Titularbischof von Muteci und zum Weihbischof in El Alto. Der Bischof von El Alto, Eugenio Scarpellini, spendete ihm am 25. Juli desselben Jahres in der Kathedrale Nuestra Señora de la Candelaria in El Alto die Bischofsweihe; Mitkonsekratoren waren der Erzbischof von La Paz, Edmundo Luis Flavio Abastoflor Montero, und der Erzbischof von Cochabamba, Oscar Omar Aparicio Céspedes. Sein Wahlspruch Con el oído en el corazón de Dios y la mano en el pulso del tiempo („Mit dem Ohr am Herzen Gottes und der Hand am Puls der Zeit“) stammt von Josef Kentenich, dem Gründer der Schönstattbewegung. Nach dem Tod von Eugenio Scarpellini leitete Arana das Bistum El Alto ab dem 16. Juli 2021 während der Sedisvakanz als Apostolischer Administrator.
Am 30. März 2021 ernannte ihn Papst Franziskus zum Bischof von El Alto. Die Amtseinführung erfolgte am 10. Juni desselben Jahres. Als Bischof ist Arana außerdem Vorsitzender des Verwaltungsrats der Unidades Académicas Campesinas der Universidad Católica Boliviana San Pablo. Seit dem 12. November 2021 fungiert er zudem als Generalsekretär der Bolivianischen Bischofskonferenz. Zusätzlich leitet er den Rat für die Koordination der Pastoral und gehört dem ständigen Rat an. Darüber hinaus ist Arana Delegat der Bolivianischen Bischofskonferenz beim Lateinamerikanischen Bischofsrat (CELAM).